# Ruesga
Ruesga est une commune espagnole située dans la comarque de Asón-Agüera, en communauté autonome monoprovinciale de Cantabrie. Sa ville chef-lieu est 

## Villes
- Valle
- Riba
- Ogarrio
- Matienzo

## Gens célèbres
- Pablo Priego Porres
- Francisco Franco

## Site archéologique
- La grotte de Los Emboscados

## Galerie

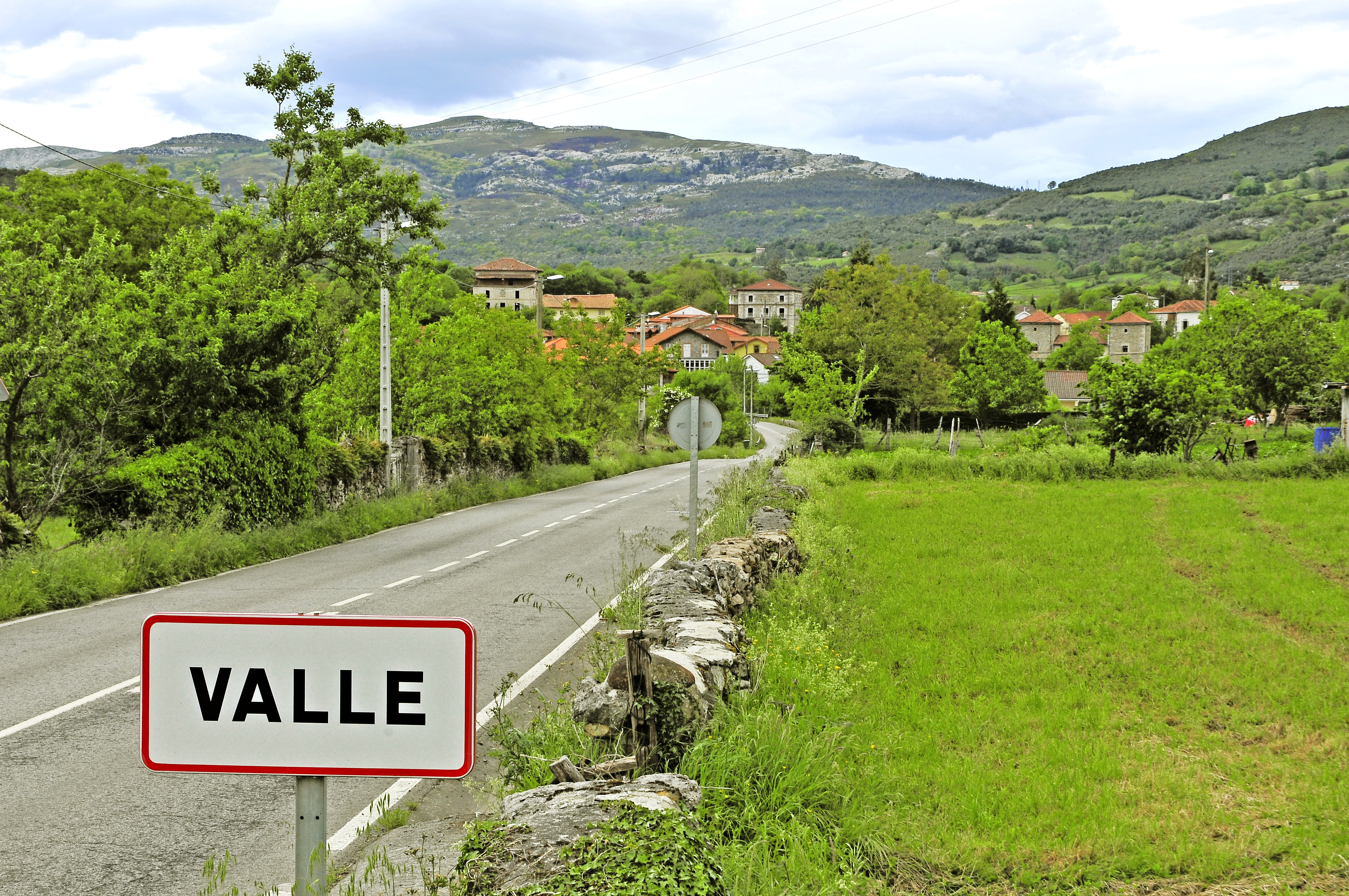
La ville de Valle
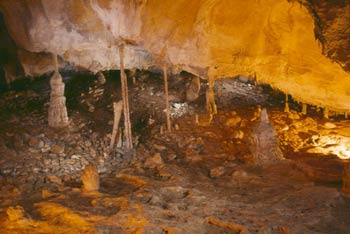
La grotte de Los Emboscados